# Comuna Glodosu, Novoukraiinka
Glodosu (în ucraineană Глодоси, transliterat: Hlodosî) este o comună în raionul Novoukraiinka, regiunea Kirovohrad, Ucraina, formată din satele Glodosu (reședința), Mareanivka și Verbivka.

## Demografie
Componența lingvistică a comunei Glodosu
     Ucraineană (95,84%)
     Română (2,53%)
     Rusă (1,37%)
     Alte limbi (0,09%)
Conform recensământului din 2001, majoritatea populației comunei Glodosu era vorbitoare de ucraineană (95,84%), existând în minoritate și vorbitori de română (2,53%) și rusă (1,37%).